# Vimmelskaftet
Vimmelskaftet est une rue située au centre-ville historique de Copenhague, capitale du Danemark. C'est l'une des rues commerçantes les plus célèbres de la ville. Elle relie la place d'Amagertorv (en français : place d'Amager) à la rue de Nygade (en français : la Nouvelle rue). C'est une rue piétonne depuis 1962, qui fait partie de la principale voie piétonne de la capitale danoise, Strøget.

## Situation et accès
Vimmelskaftet relie la place d'Amagertorv (en français : place d'Amager) à la rue de Nygade (en français : la Nouvelle rue). Cette rue fait partie de la principale rue piétonne de la capitale danoise, Strøget, qui relie Kongens Nytorv à la place Rådhuspladsen (en français : place de l'Hôtel-de-Ville).

## Bâtiments remarquables et lieux de mémoire

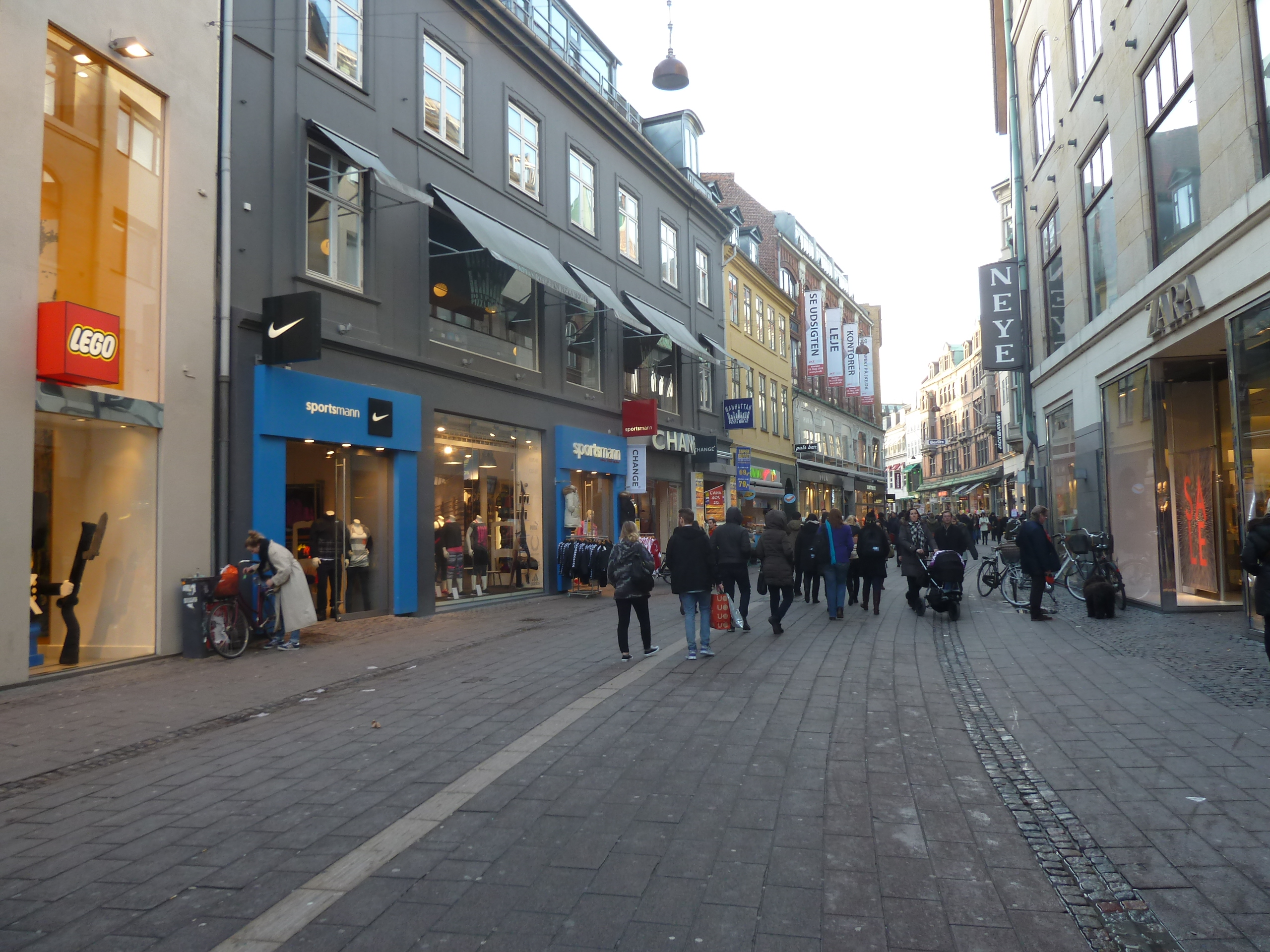
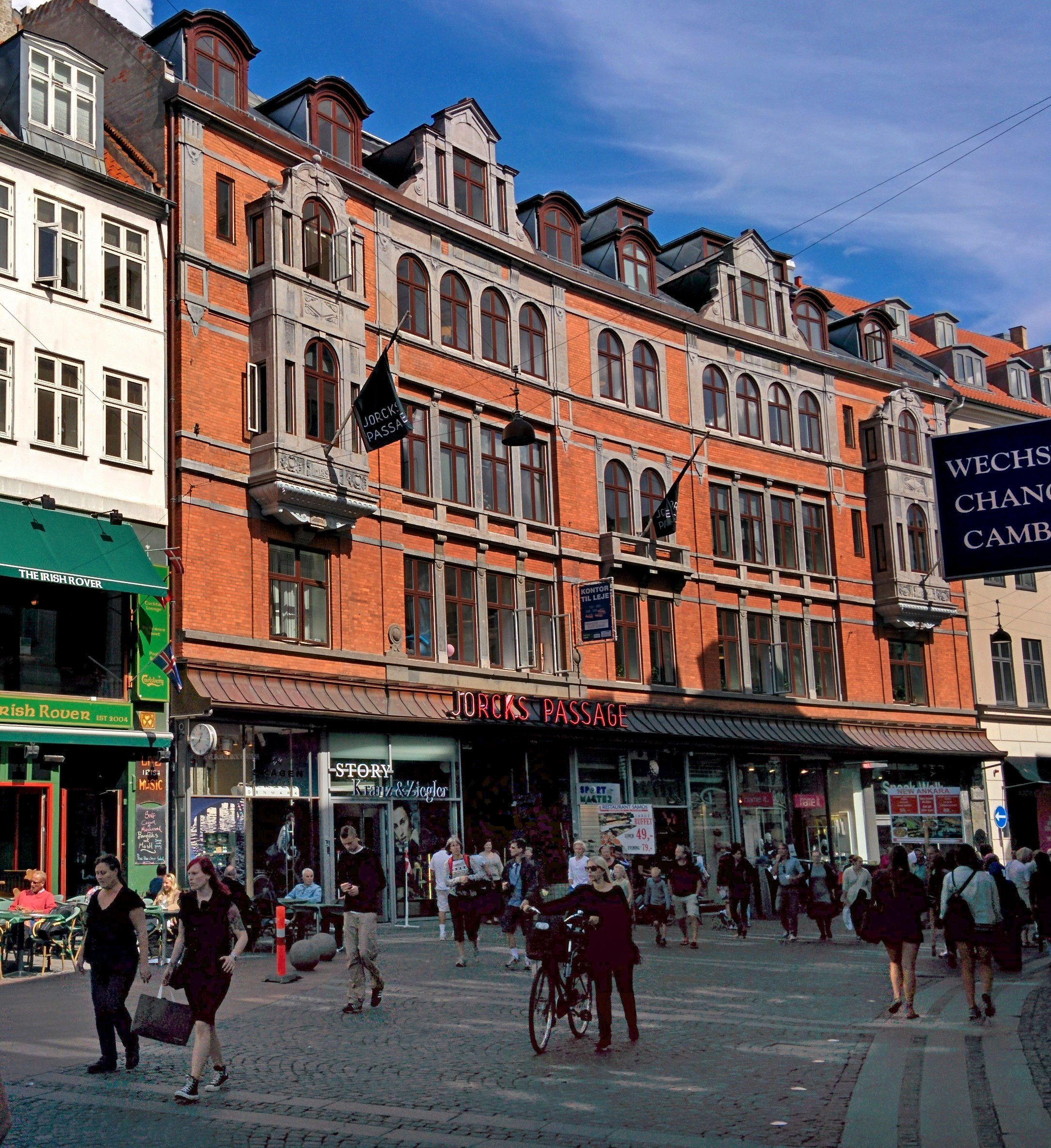
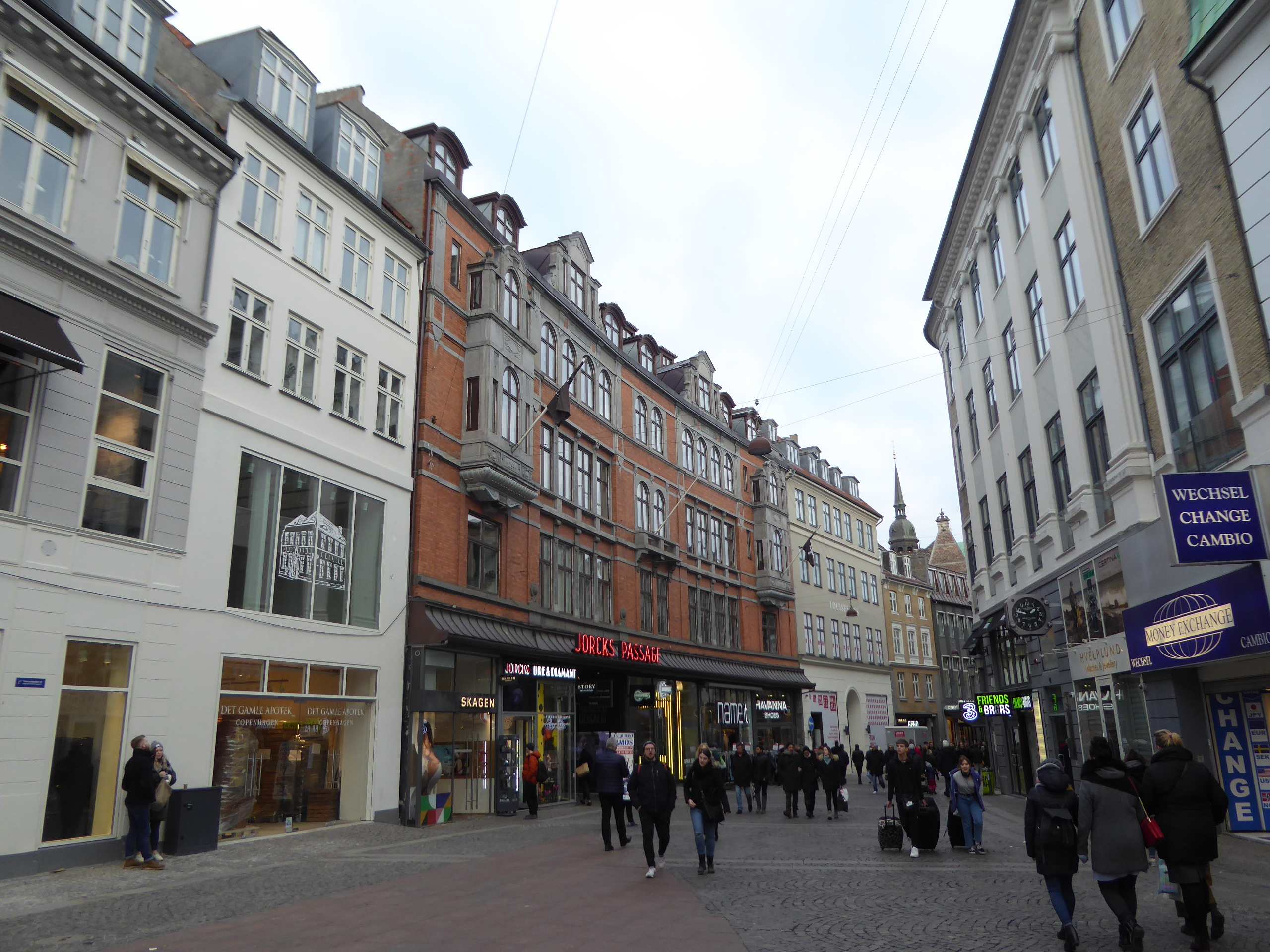